# Ochropleura cyrnos
Ochropleura cyrnos är en fjärilsart som beskrevs av Karl Schawerda 1928. Ochropleura cyrnos ingår i släktet Ochropleura och familjen nattflyn. Inga underarter finns listade i Catalogue of Life.